# 조야 악타르
조야 악타르(힌디어: ज़ोया अख़्तर, 영어: Zoya Akhtar, 1972년 10월 14일 ~ )는 인도의 영화 감독, 영화 각본가이다. 필름페어상 감독상 2회(2012, 2020년) 수상자이다.

## 참여 작품

### 감독
- 한번 뿐인 내 인생
- 더 아치스

### 작사
- 신부와 편견